# 2025 en handball
| Années du handball : 2022 - 2023 - 2024 - 2025 - 2026 - 2027 - 2028    |
| Décennies du handball : 1990 - 2000 - 2010 - 2020 - 2030 - 2040 - 2050 |

Cet article présente les faits marquants de l'année 2025 en handball.

## Évènements
- 14 janvier au 2 février : championnat du monde masculin en Norvège, en Croatie et au Danemark.
- 27 novembre au 14 décembre : championnat du monde féminin en Allemagne et aux Pays-Bas.

## Compétitions

### Championnat du monde masculin
|                           | Nation   |
| ------------------------- | -------- |
| Médaille d'or, monde      | Danemark |
| Médaille d'argent, monde  | Croatie  |
| Médaille de bronze, monde | France   |

Le Championnat du monde masculin de handball 2025 est la 29e édition du Championnat du monde masculin de handball qui a lieu du 14 janvier au 2 février 2025 en Norvège, en Croatie et au Danemark

### Championnat du monde féminin
|                           | Nation  |
| ------------------------- | ------- |
| Médaille d'or, monde      | inconnu |
| Médaille d'argent, monde  | inconnu |
| Médaille de bronze, monde | inconnu |

## Bilan de la saison 2024-2025 en club

### Coupes du monde (clubs)
| Compétition         | Vainqueur | Finaliste | Score   |
| ------------------- | --------- | --------- | ------- |
| Ligue des champions | à venir   | à venir   | .. – .. |
| Ligue européenne    | à venir   | à venir   | .. – .. |
| Coupe européenne    | à venir   | à venir   | .. – .. |

| Compétition         | Vainqueur | Finaliste | Score   |
| ------------------- | --------- | --------- | ------- |
| Ligue des champions | à venir   | à venir   | .. – .. |
| Ligue européenne    | à venir   | à venir   | .. – .. |
| Coupe européenne    | à venir   | à venir   | .. – .. |

## Décès
- 22 janvier :  Cornel Oțelea
- 9 février : / Elena Grölz (née Leonte) (de)
- 25 février : / Mikhaïl Vassiliev (de)
- 29 mars :  Erwin Lanc
- 3 avril :  Amália Sterbinszky